# Sancedo
Sancedo est une commune d'Espagne de la comarque de el Bierzo dans la province de León, communauté autonome de Castille-et-León. Elle s'étend sur 31 km2 et comptait environ 560 habitants en 2011.